# Saeed Musabbeh
Saeed Musabbeh (en Árabe:سعيد مصبح) (Emiratos Árabes Unidos; 4 de febrero de 1994) es un futbolista emiratí. Juega de defensa y su equipo actual es el Al-Dhaidde la División 1 de EAU. Es internacional absoluto con la selección de fútbol de los Emiratos Árabes Unidos.

## Clubes
| Club                | País                   | Año           |
| ------------------- | ---------------------- | ------------- |
| Al Ain              | Emiratos Árabes Unidos | 2011          |
| Al-Ittihad Kalba SC | Emiratos Árabes Unidos | 2019-2021     |
| Al-Dhaid            | Emiratos Árabes Unidos | 2022-presente |

## Palmarés

### Títulos nacionales[3]
| Título                                    | Club   | País                   | Año     |
| ----------------------------------------- | ------ | ---------------------- | ------- |
| Liga Árabe del Golfo                      | Al Ain | Emiratos Árabes Unidos | 2011-12 |
| Liga Árabe del Golfo                      | Al Ain | Emiratos Árabes Unidos | 2012-13 |
| Liga Árabe del Golfo                      | Al Ain | Emiratos Árabes Unidos | 2014-15 |
| Liga Árabe del Golfo                      | Al Ain | Emiratos Árabes Unidos | 2017-18 |
| Supercopa de los Emiratos Árabes Unidos   | Al Ain | Emiratos Árabes Unidos | 2012-13 |
| Supercopa de los Emiratos Árabes Unidos   | Al Ain | Emiratos Árabes Unidos | 2015-16 |
| Copa Presidente de Emiratos Árabes Unidos | Al Ain | Emiratos Árabes Unidos | 2013-14 |
| Copa Presidente de Emiratos Árabes Unidos | Al Ain | Emiratos Árabes Unidos | 2017-18 |